# انجامه

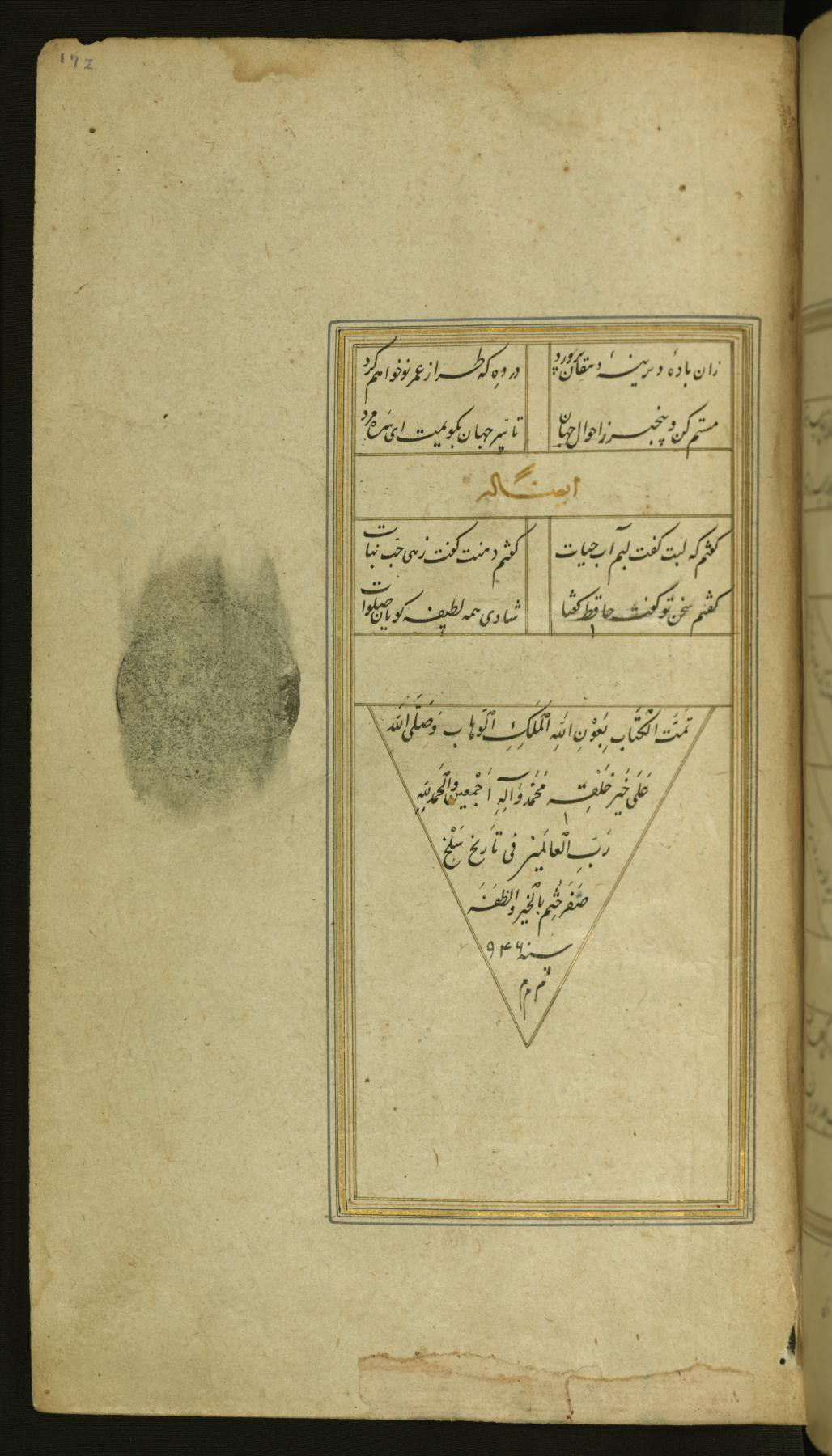
یک دست‌نوشته از دیوان حافظ، نگاشته در ۹۴۶ (قمری). انجامه در این نسخه در بخش مثلثی دیده می‌شود.

اَنْجامه در نسخه‌شناسی، به شناسنامه‌ای گفته می‌شود که رونویس (کاتب) پس از پایان کتابت در آخر نسخه خطی می‌نوشته‌است.
در انجامه‌ها معمولاً نام و نشان کتاب و پدیدآور و زمان و مکان رونویسی یاد می‌شده‌است.
اعلام پایان یافتن کتاب، عموماً با واژه‌های «تمّ»، «تمّت»، «قَد فَرَغ»، و «قَد اِتّفقَ الفِراغ» در عربی، و تعبیرات فعلی «تمام شد»، «پایان یافت»، «سپری شد»، و مانند آن در فارسی نشان داده می‌شده‌است. درج نام مؤلف کتاب معمولاً با جمله و عبارت دعایی همراه بوده‌است.
انجامه، واژه‌ای نوساخته در زبان فارسی است، که به‌جای ترقیمه و خاتمه به کار می‌رود.